# Iglesia anglicana episcopal de Venezuela
La Iglesia anglicana episcopal de Venezuela es una iglesia de la Comunión anglicana. La diócesis abarca parroquias y misiones localizadas en Venezuela y Curazao. Forma parte de la IX provincia de la Iglesia episcopal en los Estados Unidos. Su sede principal está ubicada en Caracas. 

## Historia
El 17 de febrero de 1834 se promulgó la Ley de Libertad de Cultos, con lo que se inició oficialmente la presencia de la Iglesia anglicana en Venezuela, bajo la forma de capellanía para los angloparlantes residentes en el país. En ese año es inaugurado el Cementerio Británico. Al acto asistieron José Antonio Páez, presidente de Venezuela, y Sir Robert Ker Porter, cónsul británico. El obispo anglicano de Barbados, Lord William Hart Coleridge, consagró la capilla del Cementerio Británico.
En 1872 se creó la Diócesis de Trinidad y Tobago con jurisdicción sobre Venezuela. En 1967 se erigió canónicamente la Diócesis de Venezuela.
La Diócesis se reunió el 19 de agosto del 2023 para una convención electoral especial en línea para elegir un obispo provisional y fue elegido el Rev. Cristóbal Olmedo León Lozano, obispo de Ecuador Litoral, quien ha servido a Venezuela como obispo visitante durante varios años.

## Obispos
1. Excmo. Mons. Guy Marshall (1967/1974).[1] Obispo sufragáneo.
2. Excmo. Mons. Haydn H. Jones (1976/1986).[1] Primer obispo diocesano.
3. Mons. Onell Soto (1986/1995). Segundo obispo diocesano.
4. Mons. Orlando Guerrero (1995 - 2017). Tercer obispo diocesano.
5. Rvdmo. Cristobal Olmedo Leon (2023-presente). Obispo Provisional.